# Geronogyps
Geronogyps is een geslacht van uitgestorven condors dat leefde in het Pleistoceen in Zuid-Amerika. De typesoort is Geronogyps reliquus.

## Fossiele vondsten
Fossielen van Geronogyps zijn gevonden in Peru en Argentinië en dateren uit het Laat-Pleistoceen (SALMA Lujanian)
De vondsten in Peru zijn gedaan in de Talara-teerputten. In deze teerputten zijn fossielen van meerdere soorten condors en gieren gevonden. Geronogyps leefde samen met de condor Gymnogyps howardae, de Andescondor, koningsgier, zwarte gier en kalkoengier. 
De Argentijnse fossielen komen uit de Arroyo Feliciano-formatie in de provincie Entre Ríos. In deze formatie zijn ook fossielen van tapirs en reuzenotters gevonden, wat er op wijst dat het gebied destijds warmer en vochtiger was dan tegenwoordig. De ouderdom van de Arroyo Feliciano-formatie wordt gedateerd op 130.000 jaar en het werd afgezet tijdens een interglaciale periode.

## Kenmerken
Geronogyps was iets kleiner dan een Californische condor.